# Quinta do Sol
Quinta do Sol är en kommun i Brasilien.   Den ligger i delstaten Paraná, i den södra delen av landet, 1 000 km sydväst om huvudstaden Brasília. Antalet invånare är 5 085.
Trakten runt Quinta do Sol består till största delen av jordbruksmark. Runt Quinta do Sol är det ganska glesbefolkat, med 22 invånare per kvadratkilometer.